# マリオ・ピラティ

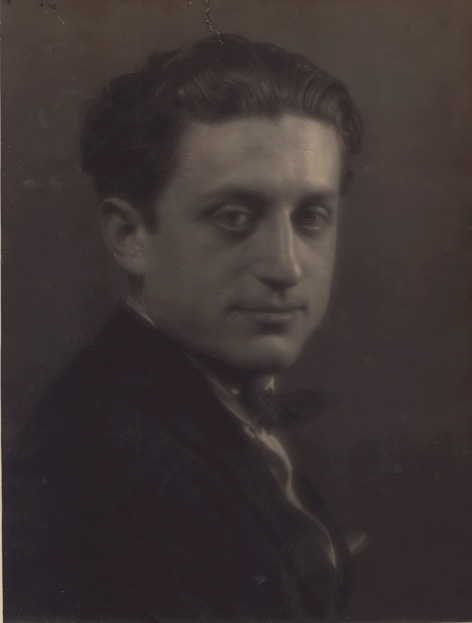
Mario Pilati

マリオ・ピラティ（Mario Pilati、1903年6月2日 - 1938年12月10日）は、イタリアの作曲家。

## 略歴
ナポリ出身。幼時より音楽の才能を示し、15歳で地元の音楽院に入り、アントニオ・サヴァスタに師事。1925年よりミラノに住み、1930年にナポリに戻った。その後パレルモに行き、またナポリに戻った。そこで彼は第二次世界大戦の直前に死去した。彼の作品は死後もしばらくの間は知られていたが、やがて忘れ去られて行った。1950年代に入り、長く失われていた「フルートとピアノのためのソナタ」が発見され、再評価されるようになった。今日有名な作品は、ナポリ方言で書かれたオペラ「ピエディグロッタ」である。 

## 作品
- ピアノと弦楽のための組曲
- 管弦楽のための3つの小品
- 管弦楽のための協奏曲ハ長調